# Сергиевская волость (Дмитровский уезд)
Сергиевская волость — волость в составе Дмитровского и Сергиевского уездов Московской губернии. Существовала в 1917—1929 годах. Центром волости был город Сергиев.
Сергиевская волость была образована в составе Дмитровского уезда в 1917 году. В её состав вошли селения:
- из Митинской волости: Барканово, Воздвиженское, Дедушково, Ерёмино, Киримово, Кутузово, Лешково, Сабурово и Шелково;
- из Морозовской волости: Афанасово, Большие Петрищи, Варавино, Вихрево, Высоково, Гольково, Деулино, Зубачево, Зубцово, Коськово, Кредово, Крестьянская Слобода, Кукуевская Слобода, Куроедово, Лычево, Машино, Наугольное, Охотино, Переяславская Слобода, Подсосенье, Рязанцы, Спас-Торбеево, Степково, Степурино, Тураково и Штатная Слобода;
- из Озерецкой волости: Бубяково, Воронцово, Захарьино, Медведково, Псарево и Чурилково.

1 января 1918 года из Сергиевской волости в Аксёновскую волость Богородского уезда были переданы селения Большие Петрищи и Машино.
По данным 1918 года в Сергиевской волости было 37 сельсоветов: Афанасовский, Баркановский, Благовещенский, Бубяковский, Варавинский, Вихревский, Воздвиженский, Воронцовский, Высоковский, Гольковский, Дедушковский, Деулинский, Ереминский, Захарьинский, Зубачевский, Зубцовский, Киримовский, Коськово-Кредовский, Куроедовский, Кутузовский, Лешковский, Лычевский, Медведковский, Наугольновский, Охотинский, Подсосенский, Псаревский, Рязанцевский, Сабуровский, Степковский, Степуринский, Тарбеевский, Троице-Слободский, Тураковский, Чаковский, Чурилковский, Шелковский.
13 октября 1919 года Сергиевская волость была передана в Сергиевский уезд.
По данным 1922 года в Сергиевской волости было 8 сельсоветов: Афанасовский, Благовещенский, Вихревский, Деулинский, Захарьинский, Куроедовский, Рязанцевский, Троицко-Слободский.
В 1923 году Рязанцевский с/с был переименован в Варавинский. Из части Троицко-Слободского с/с был образован Ново-Стрелецкий с/с. В 1924 году оба этих изменения были отменены.
В 1925 году Афанасовский с/с был переименован в Тураковский. В 1926 году это изменение было отменено.
В 1927 году Троицко-Слободский с/с был переименован в Ново-Крестьянский (в 1929 переименован обратно). Из части Деулинского с/с был образован Наугольновский с/с, из части Захарьинского — Псаревский, из части Афанасовского — Тураковский, из части Рязанцевского — Воздвиженский, из части Куроедовского — Зубцовский.
В ходе реформы административно-территориального деления СССР в 1929 году Сергиевская волость была упразднена, а её территория передана Сергиевскому району Московского округа Московской области.